# Виккенродт
Виккенродт (нем. Wickenrodt) — община в Германии, в земле Рейнланд-Пфальц. 
Входит в состав района Биркенфельд. Подчиняется управлению Херрштайн.  Население составляет 175 человек (на 31 декабря 2010 года). Занимает площадь 5,27 км².